# Crims al Bàltic: Els crims d'Usedom
Crims al Bàltic: Els crims d'Usedom (títol original en alemany, Der Usedom-Krimi: Mörderhus) és un telefilm de la sèrie de pel·lícules de ficció criminal Crims al Bàltic. Es va emetre a Das Erste per primera vegada el 30 d'octubre de 2014, i va ser produït per Razor Film Production en nom d'ARD Degeto i NDR. Representa l'episodi pilot de la sèrie de pel·lícules. S'ha doblat al català central per a TV3, que va emetre'l primer cop el 19 de novembre de 2023.
La pel·lícula es va rodar del 4 de febrer de 2014 al 5 de març de 2014 principalment a l'illa d'Usedom al mar Bàltic i a Berlín. El lloc de rodatge de la casa del mort era a Wolgaster Schützenstrasse.
L'estrena va ser vista per 6,24 milions d'espectadors a Alemanya, el que correspon a una quota d'audiència de 19,3%.

## Repartiment
- Katrin Sass com a Karin Lossow
- Lisa Maria Potthoff com a Julia Thiel
- Peter Schneider com a Stefan Thiel
- Emma Bading com a Sophie Thiel
- Max Hopp com a Dr. Brunner
- Dirk Borchardt com a Heiner Krenzlin
- Mathilde Bundschuh com a Anke Krenzlin
- Marcin Dorociński com a Marek Wozniak
- Rainer Sellien com a Holm Brendel
- Merlin-Victor Faaß com a Thomas Krenzlin
- Mateusz Dopieralski com a Janek Juskowiak
- Aaron Altaras com a Till Braydon
- John Keogh com a Victor Braydon
- Tobias Oertel com a Philipp Kraft
- Ramona Kunze-Libnow com a Annegret Malow
- Teresa Harder com a Birgit Plewka
- Steffen Scheumann com a Knut Becker
- Caroline Redl com a Simone Braydon-Eggebrecht